# القدوة (فلم)
القدوة (بالإنجليزية: Role Models) هو فيلم كوميدي أمريكي من إخراج ديفيد وين وبطولة شون ويليام سكوت، بول رود، كريستوفر مينتز-بلاز، جين لنتش وإليزابيث بانكس.

## روابط خارجية
- مقالات تستعمل روابط فنية بلا صلة مع ويكي بيانات